# Nhóm đơn bội
Trong tiến hóa phân tử, một nhóm đơn bội hay haplogroup (từ tiếng Hy Lạp: ἁπλούς, haploûs, "onefold, duy nhất, đơn giản") là một nhóm các haplotype tương tự nhau, chia sẻ một tổ tiên chung có cùng một đột biến đa hình nucleotide đơn (SNP, single nucleotide polymorphism) trong tất cả các haplotype. Bởi vì một haplogroup gồm các haplotype tương tự nhau, có thể dự đoán một haplogroup từ các haplotype. Một phép kiểm tra SNP xác nhận một haplogroup.
Ký hiệu Haplogroup bắt đầu bằng chữ cái, và tiếp là phần chi tiết bao gồm số và chữ kết hợp bổ sung, ví dụ R1b1. Nhiễm sắc thể Y và haplogroup DNA ty thể (mtDNA) có chỉ định haplogroup khác nhau. Haplogroup liên quan đến nguồn gốc tổ tiên sâu xa, có niên đại hàng ngàn năm.

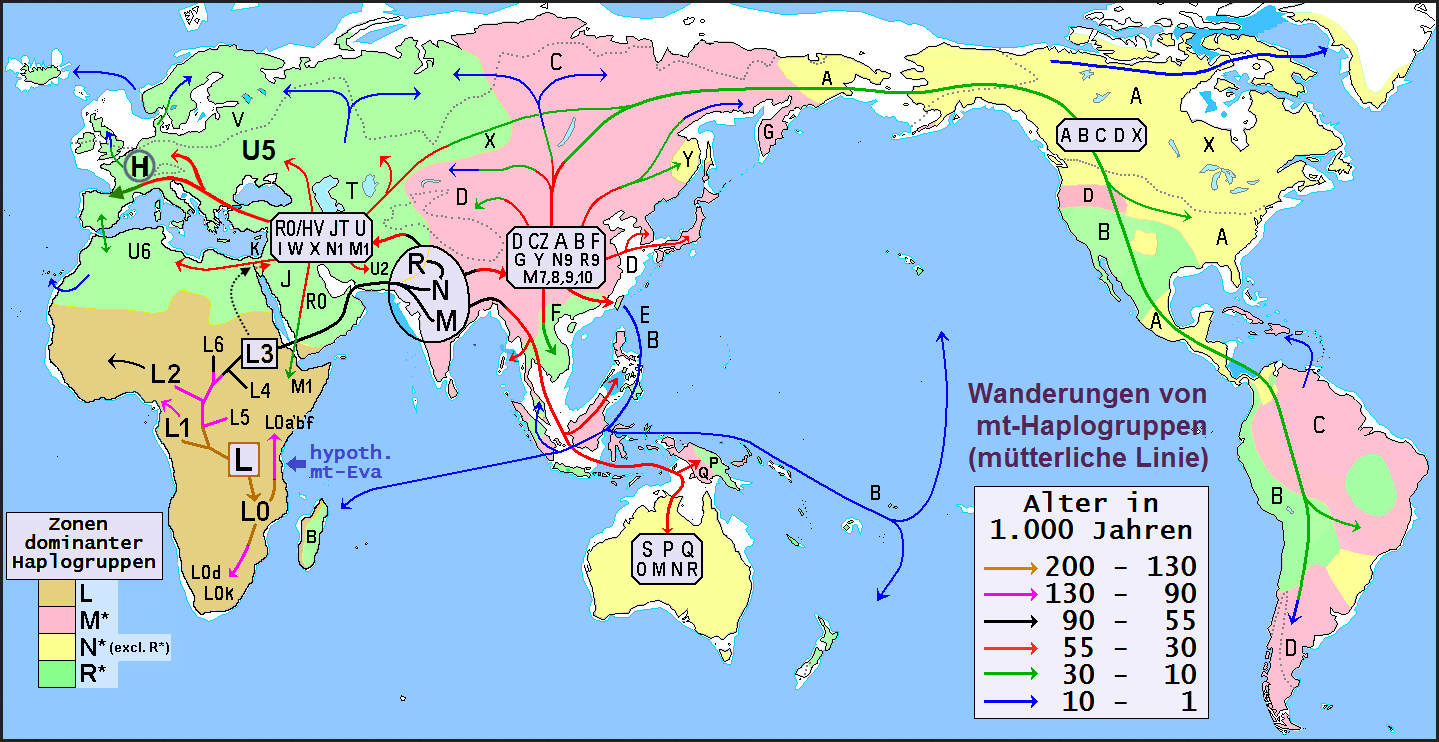
Đường phát tán loài người theo các nhóm đơn bội DNA ty thể (dòng mẹ) theo Kalevi Wiik (2008). Phần màu trắng là đất liền vào thời kỳ băng hà 10 nghìn năm về trước, nay bị chìm dưới biển.

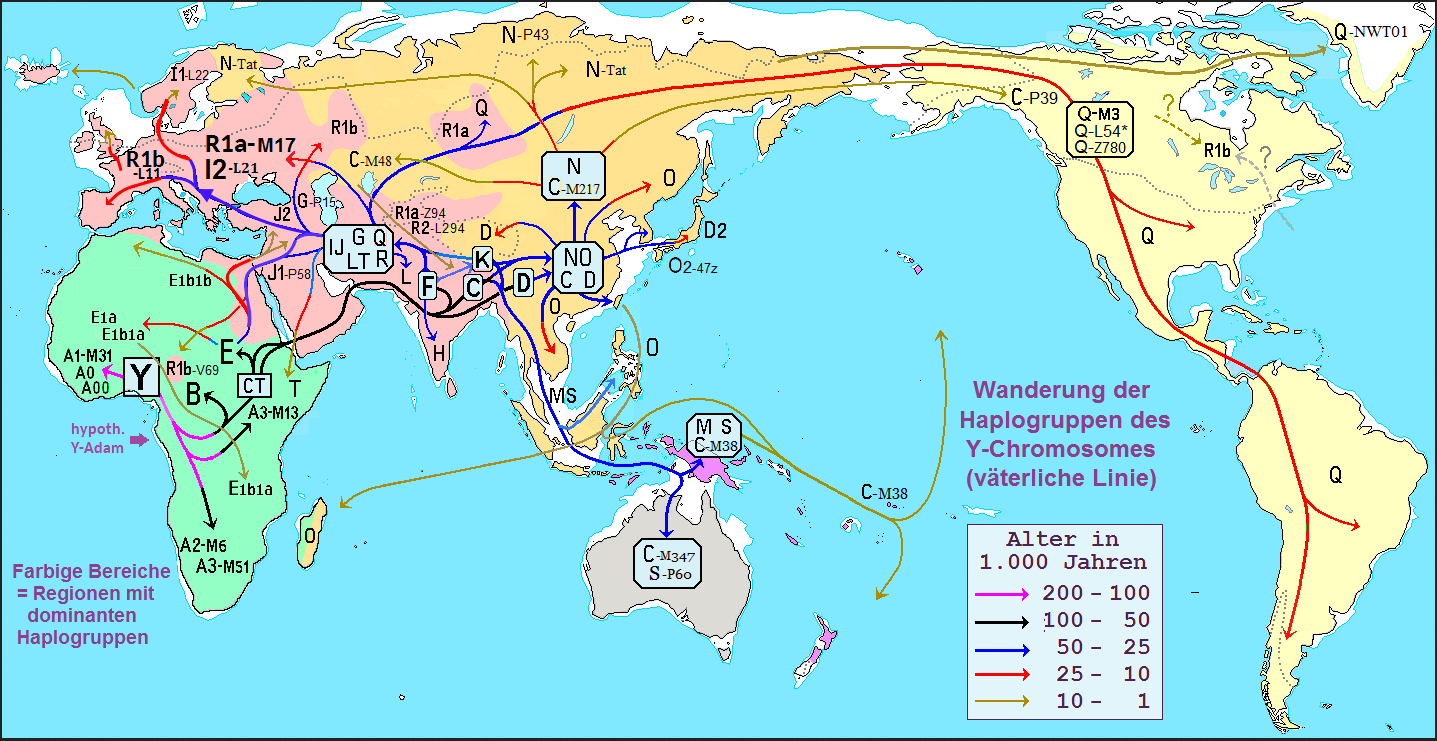
Đường phát tán loài người theo các nhóm đơn bội Y-DNA (dòng cha).

Trong di truyền của con người, các haplogroup thường nghiên cứu nhiều nhất là haplogroup nhiễm sắc thể Y (Y-DNA) và haplogroup DNA ty thể (mtDNA), cả hai đều được sử dụng để xác định các quần thể di truyền. Y-DNA được truyền chỉ theo dòng phụ hệ, từ cha sang con trai, trong khi mtDNA được truyền chỉ theo dòng mẫu hệ, từ mẹ sang con của cả hai giới. Do không tái kết hợp, Y-DNA và mtDNA chỉ thay đổi bởi đột biến ở mỗi thế hệ, không có hòa lộn với nhau giữa các vật liệu di truyền của cha mẹ. Nhờ đó có thể dựng được quá trình phát tán của loài người (hoặc của động vật khác cũng có gen giới tính). Nó hiện ra đó là sự phát tán từ châu Phi và là bằng chứng khẳng định thuyết một nguồn gốc Out-of-Africa của loài người.

## Sự hình thành nhóm đơn bội
Ty thể là bào quan nhỏ nằm trong tế bào chất của tế bào nhân chuẩn, chẳng hạn như tế bào của con người. Mục đích chính của nó là cung cấp năng lượng cho tế bào. Ty thể được cho là thể rút gọn từ các vi khuẩn cộng sinh từng sống tự do. Một dấu hiệu cho thấy các ty thể "từng sống tự do" là nó chứa DNA vòng, gọi là DNA ty thể, có cấu trúc tương tự như vi khuẩn nhiều hơn so với các sinh vật nhân chuẩn (xem thêm thuyết nội cộng sinh). Đa số các DNA của con người chứa trong các nhiễm sắc thể trong nhân tế bào, nhưng mtDNA là một ngoại lệ.
Mỗi cá nhân sinh ra thừa kế tế bào chất và các bào quan độc quyền từ tế bào trứng của mẹ, trong đó có DNA ty thể. Tinh trùng chỉ góp vào DNA nhiễm sắc thể (bỏ lại các bào quan,... bên ngoài hợp tử). Khi một đột biến phát sinh trong một phân tử DNA ty thể, nó sẽ được truyền theo trực hệ dòng nữ. Đột biến là sự sao chép sai lầm trong trình tự DNA, và đột biến điểm được gọi là đa hình nucleotide đơn (SNP).
Nhiễm sắc thể Y của người là nhiễm sắc thể giới tính nam. Gần như tất cả mọi người có mang nhiễm sắc thể Y sẽ có hình thái nam. Mặc dù nhiễm sắc thể Y nằm trong nhân tế bào và kết hợp với nhiễm sắc thể X, nhưng nó chỉ tổ hợp với nhiễm sắc thể X ở hai đầu của nhiễm sắc thể Y, phần còn lại và là khá lớn của nhiễm sắc thể Y là không tái tổ hợp. Ở người vùng không tái tổ hợp là 95%. Vì vậy, các nhiễm sắc thể Y và bất kỳ đột biến phát sinh trong nó được truyền từ cha sang con trai trong đường truyền trực hệ nam. Điều này có nghĩa là các nhiễm sắc thể Y và DNA ty thể chia sẻ các đặc tính cụ thể của từng dòng trong quần thể.
Các nhiễm sắc thể khác, tức nhiễm sắc thể thường và nhiễm sắc thể X ở phụ nữ, chia sẻ dữ liệu di truyền của nó qua hiện tượng giao chéo để dẫn đến tái tổ hợp, trong quá trình phân bào giảm nhiễm (meiosis) phục vụ mục đích sinh sản hữu tính. Điều này có nghĩa là các vật liệu di truyền từ các nhiễm sắc thể được trộn lẫn qua từng thế hệ, và vì vậy bất kỳ đột biến mới nếu có được truyền lại một cách ngẫu nhiên từ cha mẹ sang hậu thế.
Điều đặc biệt mà cả hai nhiễm sắc thể Y và DNA ty thể thể hiện là đột biến có thể tích luỹ ở một phân đoạn nhất định của cả hai phân tử, và chúng có thể vẫn cố định ở vị trí trên DNA. Từ đó có thể xác định được trình tự lịch sử của những đột biến này. Ví dụ, nếu một tập hợp của mười nhiễm sắc thể Y (lấy từ mười đàn ông khác nhau) có chứa một đột biến, A, nhưng chỉ có năm trong các nhiễm sắc thể chứa một đột biến thứ hai, B, thì tức là đột biến B xảy ra sau đột biến A.
Trong nghiên cứu di truyền, DNA ty thể và Y-DNA được nhóm lại thành các dòng và nhóm đơn bội, và nó thường được trình bày như là một sơ đồ dạng cây.

## Chỉ dẫn
1. ↑  Trừ các trường hợp do bệnh lý tiềm ẩn, hoặc do tác động của môi trường tương tự như việc thiến các động vật nuôi bằng hóa chất